# Aphantophryne pansa
Aphantophryne pansa é uma espécie de anfíbio anuro da família Microhylidae.
É endémica da Papua-Nova Guiné.
Os seus habitats naturais são: campos rupestres subtropicais ou tropicais.